# Réding
Réding es una comuna y población de Francia, en la región de Lorena, departamento de Mosela, en el distrito y cantón de Sarrebourg. Su población en el censo de 1999 era de 2.337 habitantes. Forma parte de la aglomeración urbana de Sarrebourg. Está integrada en la Communauté de communes de l'agglomération de Sarrebourg.

## Historia
La primera aparición del nombre Réding (Rodinga) data del año 789, en la descripción de la abadía de Wissembourg. El 16 de junio de 1035 se consagró la capilla de Grand Eich a San Ulrico. En 1361, en el arcipreste de Sarrebourg se menciona una ciudad principal llamada Réding y un anexo llamado Eich. Réding sufrió toda la fuerza de la Guerra de los Treinta Años . En 1631, de las 76 familias existentes en ese momento, quedarán sólo 15 habitantes. En 1661, con el tratado de Vincennes entre el duque de Lorena y Luis XIV, Sarreburgo y Phalsbourg (con Réding) son retirados de Lorena para ser adscritos a los Tres Obispados (Metz, Toul y Verdún ). Es entonces cuando la comuna pasa a ser francesa. Entre 1795 y 1800, Réding absorbió los municipios de Eich y Petit Eich. Según el Tratado de Frankfurt de 1871, Réding fue anexada al Imperio Alemán al igual que Alsacia-Lorena en su conjunto.

## Geografía
Réding está situado al sur del departamento de Mosela, cerca de Sarrebourg. El municipio está atravesado por la RN4 y cerca de la autopista A4. La estación de Réding es una importante estación de cruce. Situado en la línea de París a Estrasburgo, es el punto de partida de la línea de Réding a Metz-Ville y de la línea de Réding a Diemeringen que conecta el LGV Est con las líneas de tren clásicas. A Réding llega la línea de autobús n° 1 de la red iSibus. 

## Hidrografía
El municipio está situado en la cuenca del Rin dentro de la cuenca Rin- Mosa . Es drenado por el Bièvre, el arroyo Eichmatte, el arroyo Otterbach, el arroyo Bubenbach y el Steiglenbach. La calidad del agua del sistema fluvial comunal, en particular del Bievre, se puede consultar en un sitio específico gestionado por las agencias del agua y la Oficina Francesa de la Biodiversité.

## Demografía
| 1 669 | 1 704 | 1 907 | 2 283 | 2 336 | 2 337 |
| Para los censos de 1962 a 1999 la población legal corresponde a la población sin duplicidades (Fuente: INSEE [Consultar]) |       |       |       |       |       |